# Musandam
Musandam (arabsky مسندم‎) je poloostrov a zároveň jeden z guvernorátů Ománu.
Geograficky, poloostrov Musandam vybíhá do Hormuzského průlivu, úzkého vstupu do Perského zálivu, z Arabského poloostrova. Musandam je exklávou Ománu, oddělený od zbytku země Spojenými arabskými emiráty. Jeho umístění dává Ománu částečnou kontrolu, společně s Íránem, nad strategickou úžinou. V severní části Musandamu, kolem osady Kumzar, je běžnou řečí kumzarština, jež náleží do skupiny jihozápadních íránských jazyků a je větví perštiny. Rozloha Musandamu dosahuje 1 620 km² a počet obyvatel přibližně 49 tisíc. Spojení se zbytkem Ománu je tradičním problémem oblasti, ale od srpna 2008 se situaci značně zlepšila zahájením světově nejrychlejší osobní trajektové dopravy mezi Musandamem a Maskatem.

## Administrativní členění
Guvernorát Musandam se skládá ze čtyř distriktů (vilájetů):
- Chasab
- Buchá
- Diba al-Baja
- Madha

Město Chasab je regionálním centrem guvernorátu.
Oblast nabyla velkého strategického významu vzhledem ke své blízkosti k Hormuzskému průlivu.

## Geografie
Členité pobřeží se podobá kostrbatému pobřeží polárních oblastí, v tomto případě bylo pobřeží zformováno pohyby zemské desky. Arabská deska se pomalu tlačí pod Eurasijskou desku, a vytváří tak v Íránu dispozice k zemětřesení. Na přední hraně Arabské desky klesá poloostrov Musandam.